# Lookout Mountain (Tennessee)
Lookout Mountain és una població dels Estats Units a l'estat de Tennessee. Segons el cens del 2000 tenia 2.001 habitants.

## Demografia
Segons el cens del 2000, Lookout Mountain tenia 2.000 habitants, 791 habitatges, i 586 famílies. La densitat de població era de 612,9 habitants/km².
Dels 791 habitatges en un 35,3% hi vivien nens de menys de 18 anys, en un 66,9% hi vivien parelles casades, en un 6,3% dones solteres, i en un 25,9% no eren unitats familiars. En el 24,5% dels habitatges hi vivien persones soles el 13,3% de les quals corresponia a persones de 65 anys o més que vivien soles. El nombre mitjà de persones vivint en cada habitatge era de 2,53 i el nombre mitjà de persones que vivien en cada família era de 3,03.
Per edats la població es repartia de la següent manera: un 28,1% tenia menys de 18 anys, un 4,3% entre 18 i 24, un 21,1% entre 25 i 44, un 27,6% de 45 a 60 i un 19% 65 anys o més.
L'edat mediana era de 43 anys. Per cada 100 dones de 18 o més anys hi havia 85,8 homes.
La renda mediana per habitatge era de 100.782 $ i la renda mediana per família de 121.037 $. Els homes tenien una renda mediana de 94.501 $ mentre que les dones 37.917 $. La renda per capita de la població era de 60.938 $. Entorn del 4,3% de les famílies i el 4,2% de la població estaven per davall del llindar de pobresa.

## Poblacions properes
El següent diagrama mostra les poblacions més properes.